# قوانین ثبت، ارزیابی، صدور مجوز و محدودیت مواد شیمیایی
قوانین ثبت، ارزیابی، صدور مجوز و محدودیت مواد شیمیایی، (به انگلیسی: Registration, Evaluation, Authorisation and Restriction of Chemicals) یا به اختصار REACH، مجموعه قوانین اتحادیه اروپاست که در ۱۸ دسامبر سال ۲۰۰۶ تدوین شده‌است و به تولید و استفاده از مواد شیمیایی و اثرات بالقوه این مواد بر محیط زیست و بدن انسان می‌پردازد. این مجموعه ۸۴۹ صفحه‌ای، مهم‌ترین قوانین ۲۰ سال اخیر اتحادیه اروپا می‌باشند.